# Hans-Jürgen Niehaus
Hans-Jürgen Niehaus (* 29. Dezember 1957 in Melle) ist ein deutscher Betriebswirt und Manager. Er war bis zum 30. April 2011 Mitglied des Vorstandes der WestLB.
Nach Ausbildung zum Industriekaufmann und Studium der Betriebswirtschaftslehre an der Westfälischen Wilhelms-Universität in Münster wechselte Niehaus in die Kreditrisiko-Abteilung der Bayerischen Vereinsbank in München.
Er wurde 1987 zum Dr. rer. pol. promoviert, wechselte dann zur HypoVereinsbank und wurde schließlich im November 2004 in den Vorstand der WestLB berufen.
Niehaus stand 2007 – wie auch andere Vorstandsmitglieder – im Zusammenhang mit fehlgeschlagenen Spekulationen der WestLB mit Volkswagen-AG-Aktien in der Kritik.